# Fort Simpson
Fort Simpson, eller Liidlii Kue, är ett samhälle i Kanadas Nordvästterritorium med 1 204 invånare 2015, varav 877 First Nation; 610 män och 594 kvinnor. Staden ligger vid Highway 1 på en ö vid sammanflödet av Mackenziefloden och Liardfloden. Sommartid är det färjeförbindelse med fastlandet och vintertid via vinterväg över isen. Det är cirka 37 mil fågelvägen och 63 mil landsvägen till delstatshuvudstaden Yellowknife.

## Historik
North West Company anlade en handelsplats 1804, som emellertid stängdes 1812. Hudson's Bay Company öppnade 1822 en handelsstation och när företaget öppnade en ångbåtslinje till Wrigley slog sig båtanställda ner på platsen. År 1858 öppnade Anglican Mission församling, följt 1894 av en katolsk. En polisstation etablerades 1913 och ett sjukhus, St. Margaret’s Hospital, 1916.
Jorden är bördig och klimatet relativt milt, varför Fort Simpson kom att kallas "The Garden of the Mackenzie".
Påven Johannes Paulus II skulle besökt byn i september 1984 på hans kanadensiska rundtur, men dimma hindrade landning, så han fick sända ett meddelande via radio, där han lovade ett besök vid senare tillfälle. I september 1987 gjorde han besöket som en avstickare i slutet av sin rundresa i USA.

## Kommunikationer
Highway 1 "Mackenzie Highway" förlängdes 1971 till Fort Simpson och numer finns en grusväg av variabelt skick upp till Wrigley. Kommersiella flygförbindelser finns från Fort Simpson Airport. Det finns även en hamn för sjöflyg. Förbindelser till andra isolerade samhällen sköts dels via lokalt flyg och dels via flodtrafik med båt, som ersätts med vintervägar vintertid.